# Lluís Castells i Cortegaza
Lluís Castells i Cortegaza (La Garriga, 1980) és un professional dels efectes especials que habitualment exerceix com a supervisor d'efectes visuals. Ha guanyat tres Premis Goya (L'orfenat, Eva, Anacleto: Agent secret) i dos Premis Gaudí (Eva, Anacleto: Agent secret). És graduat en muntatge per l'Escola Superior de Cinema i Audiovisuals de Catalunya (ESCAC), on exerceix de professor, al Departament de Producció Digital. Ha col·laborat amb directors com Juan Antonio Bayona (L'orfenat, The Impossible, Un monstre em ve a veure), Kike Maíllo (EVA) o Fernando Trueba (La reina de España).

## Filmografia
| Any  | Títol                                             | Rol                          | Notes              |
| ---- | ------------------------------------------------- | ---------------------------- | ------------------ |
| 2009 | Spanish Movie                                     | Artista d'efectes digitals   |                    |
| 2009 | Garbo, l'espia (L'home que va salvar el món)      | Efectes digitals             | Documental         |
| 2009 | Dieta mediterrània (Dieta mediterránea)           | Artista d'efectes digitals   |                    |
| 2009 | L'orfenat (El orfanato)                           | Efectes especials            |                    |
| 2009 | Ull per ull                                       | Efectes especials            | Sèrie de televisió |
| 2010 | Agnòsia (Agnosia)                                 | Artista d'efectes visuals    |                    |
| 2010 | Els ulls de la Júlia (Los ojos de Julia)          | Supervisor d'efectes visuals |                    |
| 2011 | Adentro                                           | Artista d'efectes visuals    | Curtmetratge       |
| 2011 | EVA                                               | Supervisor d'efectes visuals |                    |
| 2011 | El barco pirata                                   | Efectes digitals             | Curtmetratge       |
| 2012 | A Gun in Each Hand                                | Productor d'efectes visuals  |                    |
| 2012 | The Body                                          | Supervisor d'efectes visuals |                    |
| 2012 | Animals                                           | Supervisor d'efectes visuals |                    |
| 2012 | The Impossible                                    | Productor d'efectes visuals  |                    |
| 2012 | Promoció fantasma                                 | Supervisor d'efectes visuals |                    |
| 2013 | ¿Quién mató a Bambi?                              | Supervisor d'efectes visuals |                    |
| 2013 | Tres bodas de más                                 | Supervisor d'efectes visuals |                    |
| 2013 | Somos gente honrada                               | Supervisor d'efectes visuals |                    |
| 2014 | Out of the Dark                                   | Efectes digitals             |                    |
| 2014 | The Homesman                                      | Supervisor de composició     |                    |
| 2014 | No llores, vuela                                  | Supervisor d'efectes visuals |                    |
| 2015 | Vulcania                                          | Supervisor d'efectes visuals |                    |
| 2015 | Anacleto: Agent secret (Anacleto: Agente secreto) | Supervisor d'efectes visuals |                    |
| 2015 | Ara o mai (Ahora o nunca)                         | Supervisor d'efectes visuals |                    |
| 2016 | La reina de España                                | Supervisor d'efectes visuals |                    |
| 2016 | Un monstre em ve a veure (A Monster Calls)        | Compositor digital           |                    |
| 2016 | L'escollit (El elegido),                          | Supervisor d'efectes visuals |                    |
| 2016 | Warcraft (Warcraft: The Beginning)                | Supervisor d'efectes visuals |                    |